# Gene Littles
Eugene Scape Littles, conocido como Gene Littles, (Washington D. C.; 29 de junio de 1943-Scottsdale (Arizona); 9 de septiembre de 2021) fue un entrenador y jugador de baloncesto estadounidense.
Con 1.83 de estatura, su puesto natural en la cancha era el de base. Después de retirarse ejerció como entrenador asistente, y principal de diversas equipos de la NBA.